# Ischnocolus numidus
Ischnocolus numidus é uma espécie de aranha pertencente à família Theraphosidae (tarântulas).